# Igor Kurnosov
Igor Kurnosov (en rus: Игорь Курносов; 30 de maig de 1985 - 8 d'agost de 2013) fou un jugador d'escacs que tenia el títol de Gran Mestre.
L'agost de 2013 a la llista de la FIDE, Kurnosov era el 84è del món amb 2662 punts d'Elo.

## Resultats destacats en competició
El 2004 va guanyar el 8è Obert Internacional de Bavària a Bad Wiessee passant al davant pel desempat a altres cinc Grans Mestres. El 2008 fou clarament primer a l'Artic Chess Challange a Tromsø (Noruega), el 2008/09 Torneig de Hastings i el 2011 Politiken Cup a Helsingør (Dinamarca). El gener de 2012 va compartir el primer lloc amb Borís Gratxev a l'Obert de Nadal de Zuric. El juliol de 2012 fou campió de l'Obert del Festival de Biel. El maig de 2013 va guanyar l'Obert de Naxçıvan per davant d'Aleksandr Shimanov i Qadir Huseynov en el desempat. Dos mesos més tard, el juliol de 2013, Kurnosov va guanyar el 20è Festival d'Abu Dhabi, amb els mateixos punts però amb millor desempat que Zahar Efimenko, Mikhailo Oleksienko i Avetik Grigoryan.
Kurnosov morí d'accident de cotxe el 8 d'agost de 2013 a les 2:45 de la matinada a la seva ciutat natal Txeliàbinsk.

## Partides notables
- Igor Kurnosov vs Marat Dzhumaev, 2n Memorial Agzamov 2008, Defensa Pirc Defensa: variant Byrne (B07), 1-0

Kurnosov va derrotar a Xakhriar Mamediàrov el 2009 l'Aeroflot Open a Moscou en 21 moviments. Mamedyarov va constar una queixa per tal de no seguir la partida, però la queixa va ser rebutjada.
- Xakhriar Mamediàrov vs Igor Kurnosov, Aeroflot Open de 2009, Defensa Neo-Grünfeld: atac Goglidze (D70), 0-1